# Team IG-Sigma Sport
Das Team IG-Sigma Sport ist ein ehemaliges britisches Radsportteam mit Sitz in Kingston upon Hull.
Die Mannschaft wurde 2010 gegründet und nimmt als Continental Team an den UCI Continental Circuits teil. Managerin ist Rebecca Frewing, die von den Sportlichen Leitern Simon Howes und Daniel Lloyd unterstützt wird. Hauptsponsor ist die IG Group.
Ende der Saison 2013 wurde die Mannschaft aufgelöst.

## Saison 2013

### Erfolge in der UCI Europe Tour
| Datum    | Rennen                                         | Kat. | Fahrer      |
| -------- | ---------------------------------------------- | ---- | ----------- |
| 20. Juni | Irische Meisterschaft – Einzelzeitfahren (U23) | CN   | Ryan Mullen |

### Abgänge – Zugänge
| Zugänge                      | Team 2012              | Abgänge                             | Team 2013                    |
| ---------------------------- | ---------------------- | ----------------------------------- | ---------------------------- |
| Mathew Cronshaw              | Node 4-Giordana Racing | Steven Burke                        | Node 4-Giordana Racing       |
| James Moss                   | Node 4-Giordana Racing | Steven Lampier                      | Node 4-Giordana Racing       |
| Peter Williams               | Node 4-Giordana Racing | Dan Craven                          | Synergy Baku Cycling Project |
| Matthew Jones                | Team Raleigh (2011)    | Tom Last                            | Metaltek-Knigths of Old      |
| Joseph Perret                | Team Sprocket (2010)   | Thomas Murray                       | Metaltek-Knigths of Old      |
| Ross Edgar                   | Neoprofi               | Daniel Lloyd                        | Karriereende                 |
| Ryan Mullen                  | Neoprofi               | Simon Richardson                    | Karriereende                 |
| Christopher Whorrall         | Neoprofi               | Simon Gaywood                       | Unbekannt                    |
| Ben Greenwood (ab 20. Juli)  | Hope Factory Racing    | Christopher Whorrall (bis 20. Juli) | Unbekannt                    |
| George Harper (ab 1. August) | Neoprofi               |                                     |                              |

### Mannschaft
| Name             | Geburtstag        | Nationalität           | Team 2014                  |
| ---------------- | ----------------- | ---------------------- | -------------------------- |
| Mathew Cronshaw  | 30. Dezember 1988 | Vereinigtes Königreich | Giordana Racing Team       |
| Ross Edgar       | 3. Januar 1983    | Vereinigtes Königreich |                            |
| Ben Greenwood    | 30. Juli 1984     | Vereinigtes Königreich |                            |
| Andrew Griffiths | 25. Januar 1989   | Vereinigtes Königreich | Richardson-Trek RT         |
| George Harper    | 10. Juli 1992     | Vereinigtes Königreich | Giordana Racing Team       |
| Peter Hawkins    | 16. Dezember 1985 | Irland                 | Madison Genesis            |
| Jake Hayles      | 12. Dezember 1991 | Vereinigtes Königreich |                            |
| Matthew Jones    | 23. November 1989 | Vereinigtes Königreich | Team Corley Cycles         |
| James Moss       | 11. Februar 1985  | Vereinigtes Königreich | Giordana Racing Team       |
| Ryan Mullen      | 7. August 1994    | Irland                 | An Post-Chain Reaction     |
| Joseph Perret    | 18. März 1991     | Vereinigtes Königreich | Raleigh-GAC                |
| Wouter Sybrandy  | 20. Februar 1985  | Niederlande            |                            |
| Peter Williams   | 13. Dezember 1986 | Vereinigtes Königreich | Haribo-Beacon Cycling Team |

## Platzierungen in UCI-Ranglisten
UCI Europe Tour
| Saison | Mannschaftswertung | Fahrerwertung            |
| ------ | ------------------ | ------------------------ |
| 2013   | 114.               | Peter Williams (880.)    |
| 2012   | 118.               | Wouter Sybrandy (978.)   |
| 2011   | 111.               | Simon Richardson (1024.) |
| 2010   | 91.                | Simon Richardson (573.)  |